# Pangio anguillaris
Pangio anguillaris är en fiskart som först beskrevs av Vaillant 1902.  Pangio anguillaris ingår i släktet Pangio och familjen nissögefiskar. Inga underarter finns listade i Catalogue of Life.